# Rachele Brooke Smith

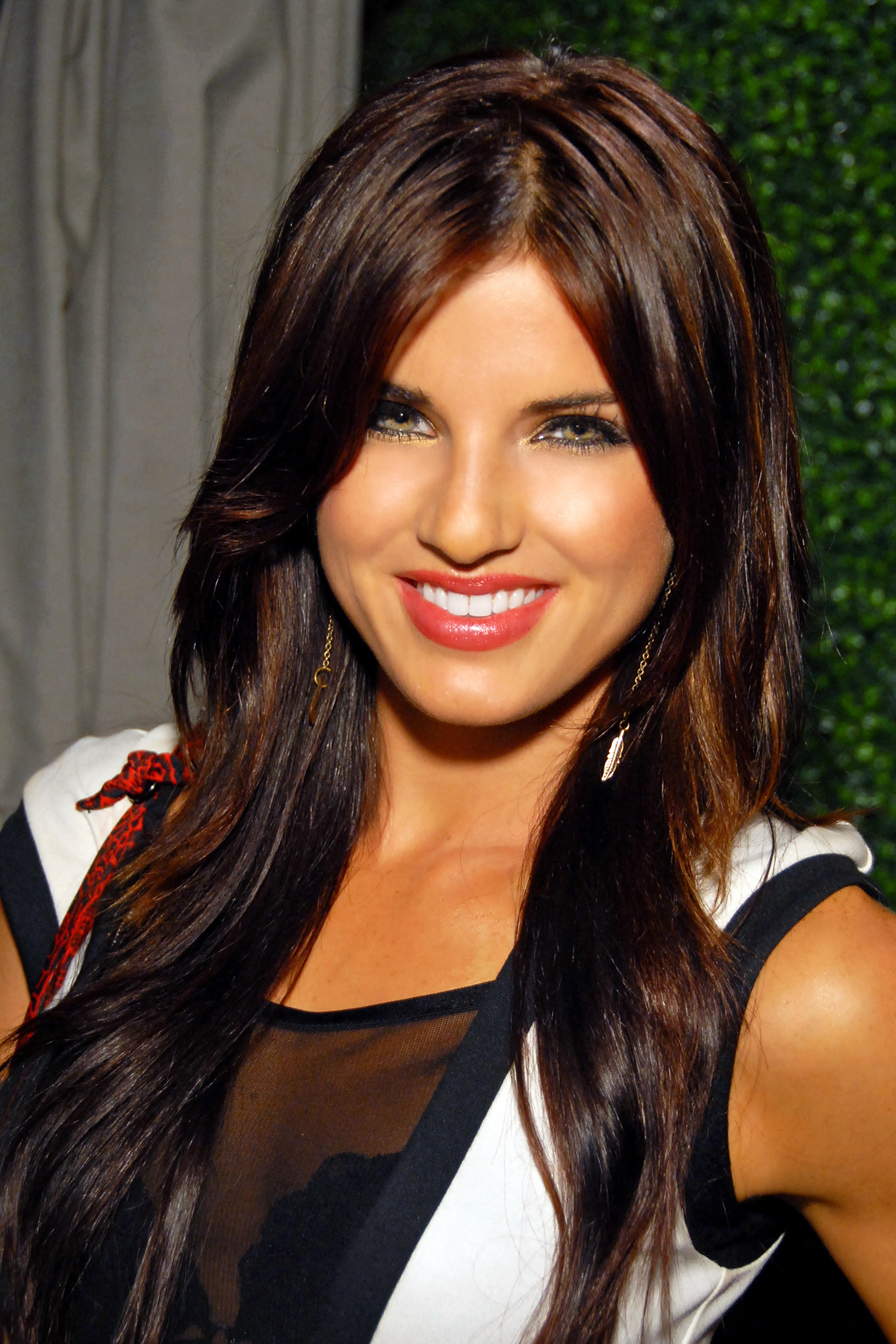
Rachele Brooke Smith (2011)

Rachele Brooke Smith (* 7. November 1987 in Arizona) ist eine US-amerikanische Schauspielerin und Tänzerin.

## Leben und Karriere
Smith ist die zweitälteste von fünf Töchtern eines Neurochirurgen. Sie absolvierte 2006 die Shadow Mountain High School und besuchte anschließend die Brigham Young University in Provo, Utah. Zurzeit nimmt sie an einem Online-Programm in Psychologie der University of Phoenix teil, um den Mastergrad in Human Services und Management anzustreben. 
Smith übernahm die Hauptrolle der Kate Parker in dem Film Center Stage 2 (2008), der direkt auf DVD veröffentlicht wurde. 2009 war sie als Tänzerin in 17 Again an der Seite von Zac Efron zu sehen.

## Filmografie (Auswahl)
- 2008: Center Stage 2 (Center Stage: Turn It Up)
- 2008: Fired Up!
- 2009: 17 Again – Back to High School (17 Again)
- 2009: Zombie Attack at High School
- 2009: Girls United – Gib Alles! (Bring It On: Fight to the Finish)
- 2009: Alvin und die Chipmunks 2 (Alvin and the Chipmunks: The Squeakquel)
- 2010: Glee (Fernsehserie, Episode 2x02)
- 2010: How I Met Your Mother (Fernsehserie, Episode 6x10)
- 2010: Burlesque
- 2011: Beach Bar – The Movie
- 2012–2014: Project – Phoenix (Fernsehserie, 6 Episoden)
- 2013: Pop Star (Lip Service)
- 2013: The Cloth
- 2014: Two and a Half Men (Fernsehserie, Episode 12x01)
- 2016: Cold Moon
- 2016: Chalk It Up
- 2016: Center Stage: On Pointe (Fernsehfilm)
- 2016: Saltwater: Atomic Shark (Saltwater, Fernsehfilm)
- 2017: Bomb City
- 2018: Nightmare Shark (Fernsehfilm)
- 2018: Gumshoe! (Help! My Gumshoe's an Idiot!)
- 2018–2019: Class Act (Fernsehserie, 7 Episoden)
- 2019: Psycho Stripper (Stripped)
- 2019: The Missing Sister
- 2020: Be the Light
- 2020: The Last Exorcist
- 2022: Dangerous Methods
- 2022: Space Wars: Quest for the Deepstar
- 2024: Alien Country